# Sebnitz
Sebnitz é um município da Alemanha, situado no distrito de Sächsische Schweiz-Osterzgebirge, no estado da Saxônia. Tem 88,09 km² de área, e sua população em 2019 foi estimada em 9.461 habitantes.